# Geraz do Lima
Geraz do Lima est une ancienne municipalité portugaise. Elle disparaît au début en 1836, lors des réformes de José Xavier Mouzinho da Silveira (pt).
Elle est créée par une charte de Manuel Ier le 2 juin 1515 et était composée des freguesias de Santa Maria de Geraz do Lima (pt), Moreira de Geraz do Lima, Santa Leocádia de Geraz do Lima (pt) et Deão. En 1801, elle comptait 1 644 habitants.